# Gedrängtblütiger Gilbweiderich
Der Gedrängtblütige Gilbweiderich (Lysimachia congestiflora) ist eine Pflanzenart aus der Gattung Gilbweiderich (Lysimachia).

## Merkmale
Der Gedrängtblütige Gilbweiderich ist eine oberirdische Ausläufer bildende, ausdauernde, krautige Pflanze, die Wuchshöhen von 10 bis 20 cm erreicht. Der Stängel ist kriechend bis aufsteigend und bildet an den Wurzeln Knoten. Die Laubblätter sind gegenständig. Zwei Blattpaare sind dicht unter dem Blütenstand vorhanden. Die Blattspreite misst (0,7) 1,4 bis 3 (4,5) × (0,6) 1,3 bis 2,2 (3) Zentimeter und ist eiförmig bis breit eiförmig oder fast kreisförmig. Sie weist angedrückte, gegliederte Haare auf, verkahlt selten und hat vor allem Rand rötliche oder schwarze Drüsenpunkte. Die Blüten sind am Stängelende kopfig gehäuft zu zwei bis vier angeordnet. Die Blüten sind gelb gefärbt mit rotem Auge. Der Fruchtknoten ist behaart.
Die Blütezeit reicht von Mai bis Juli, selten bis Oktober.
Die Chromosomenzahl beträgt 2n = 24.

## Vorkommen
Der Gedrängtblütige Gilbweiderich kommt in China, Bhutan, Nordost-Indien, Nepal, Sikkim, Myanmar und Thailand in feuchten Waldrändern, Gebüschen und den Ränder von Reisfeldern in Höhenlagen von 200 bis 2100 Meter vor.

## Nutzung
Der Gedrängtblütige Gilbweiderich wird selten als Zierpflanze für Balkonkästen und Ampeln genutzt.